# Le Plaisir pastoral
Le Plaisir pastoral est un tableau peint par Jean Antoine Watteau actuellement conservé au musée Condé à Chantilly. Le tableau représente une des nombreuses scènes de fête galante dans les tableaux du peintre.

## Historique
Ce tableau appartient sans doute à Pierre-Jean Mariette, grand collectionneur de Watteau, chez qui il est mentionné à partir de 1729. Une gravure en est réalisée par Nicolas-Henri Tardieu à cette époque. Il est vendu le 1er février 1775 lors de la vente après décès de celui-ci. D'après Edmond de Goncourt, il est de nouveau mis en vente à Paris le 11 mai 1789. Il se retrouve par la suite dans la collection du marquis de Maison. Cette collection est acquise en bloc par le duc d'Aumale en 1868 alors qu'il est en exil en Angleterre. Une fois revenu en France, il le fait installer dans son château de Chantilly où il est toujours exposé.

## Sujet et analyse
La scène représente des aristocrates habillés en bergers : le couple dansant à droite et la jeune fille sur sa balançoire à gauche avec un jeune homme, jouant à des jeux amoureux. Ils sont accompagnés de véritables paysans, que l'on peut distinguer grâce à leurs vêtements et leurs gestes simples. Il est ici beaucoup plus facile de distinguer les deux catégories de personnages que sur d'autres tableaux de Watteau comme celui des Bergers par exemple. 
Plusieurs détails sont directement inspirés de peintures de Pierre-Paul Rubens : le musicien, son voisin, le berger qui embrasse sa voisine, ainsi que le chien au premier plan.

## Œuvres en rapport

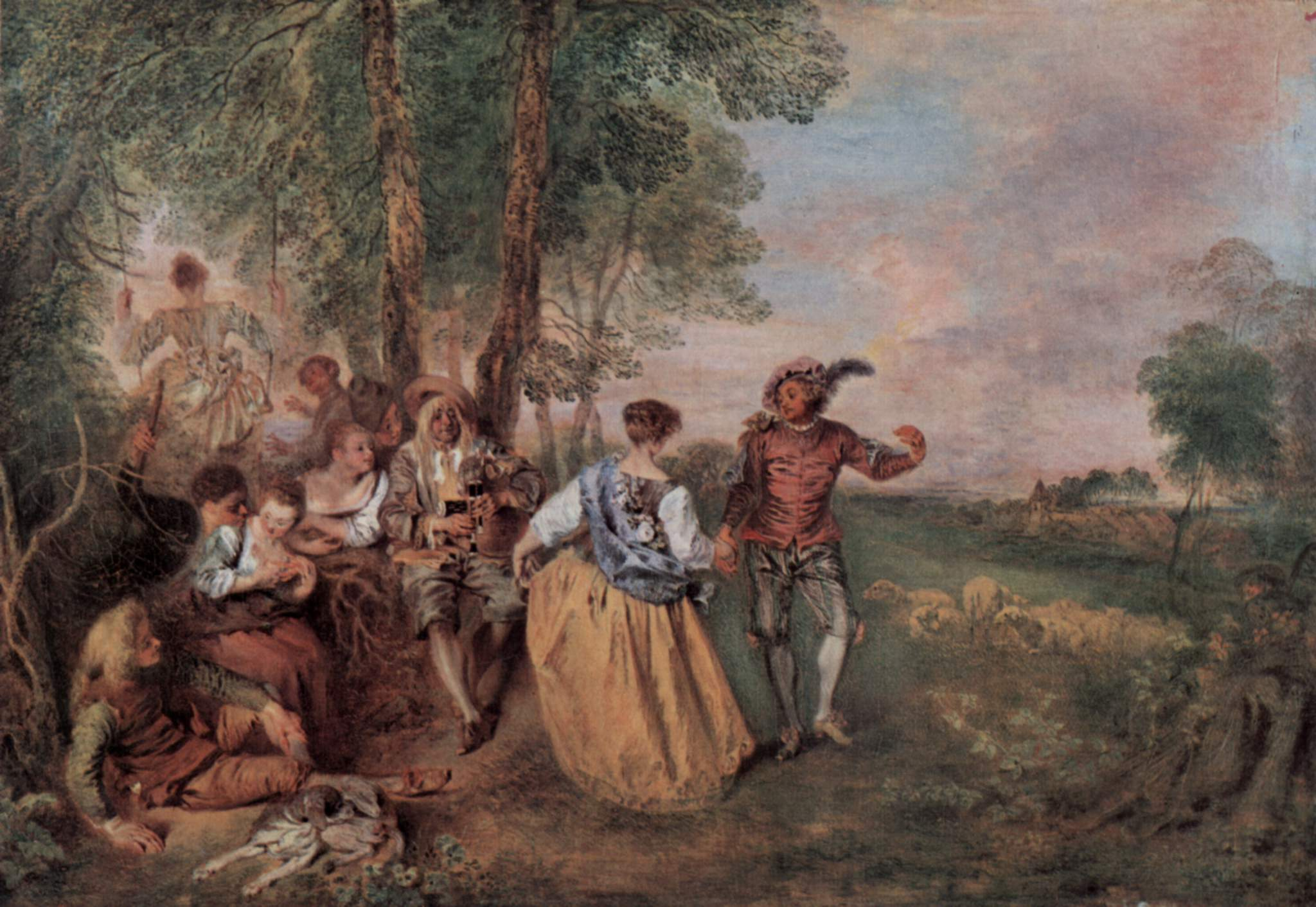
Les Bergers,, Château de Charlottenburg, Berlin

Il existe deux autres tableaux très proche de celui de Chantilly de la main de Watteau. L'un d'entre eux, conservé au château de Charlottenburg à Berlin, intitulé Les Bergers, est plus grand et semble plus fini. Pour Pierre Rosenberg, la version de Chantilly en serait une esquisse. Une autre réplique, appartenant à la collection Wildenstein, semble plus inspirée par le tableau de Berlin. Trois autres répliques sont signalées dans des ventes au cours des XIXe et XXe siècles mais sans être aujourd'hui localisés. 